# Rafael Piris Esteva
Rafael Piris Esteva (Artà, 18 de desembre de 1932 - Artà, 16 de desembre de 2011) fou un futbolista mallorquí de les dècades de 1950 i 1960.

## Trajectòria
De juvenil jugava a la posició de central, fins que un dia en què no hi era el porter titular provà aquesta posició, en la qual es quedà definitivament. El 1949, amb 17 anys fou contractat per l'Atlètic Balears, on signà el seu primer contracte professional. Quatre temporades més tard fou contractat pel Granada CF, on jugà un total de vuit temporades, una d'elles cedit al Ceuta en estar realitzant el servei militar. Al Granada jugà 4 temporades a primera divisió i disputà una final de Copa el 1959 (perduda davant el FC Barcelona d'Eulogio Martínez, Sandor Kocsis o Just Tejada per 4 a 1) com a fets més destacats. La temporada 1961-62 fitxà pel RCD Espanyol, on no arribà a esdevenir titular indiscutible (18 partits a primera divisió). No obstant, romangué cinc temporades al club, patint un descens a Segona i assolint un ascens a Primera. Coincidí al club amb homes com Benet Joanet, Antoni Argilés, Joan Bartolí, Julià Riera o Antoni Camps. Entre 1966 i 1968 jugà al RCD Mallorca, on es retirà de la pràctica del futbol amb 36 anys. Jugà 71 partits totals a primera divisió.